# إيما ماكلافلين
إيما ماكلافلين (بالإنجليزية: Emma McLaughlin)‏ (7 فبراير 1974، إلميرا في الولايات المتحدة)؛ روائية أمريكية. درست في جامعة نيويورك.